# DMS-59

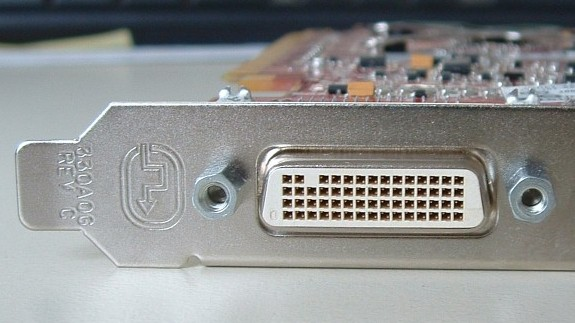
DMS-59 단자

DMS-59 단자 핀 상세 정보

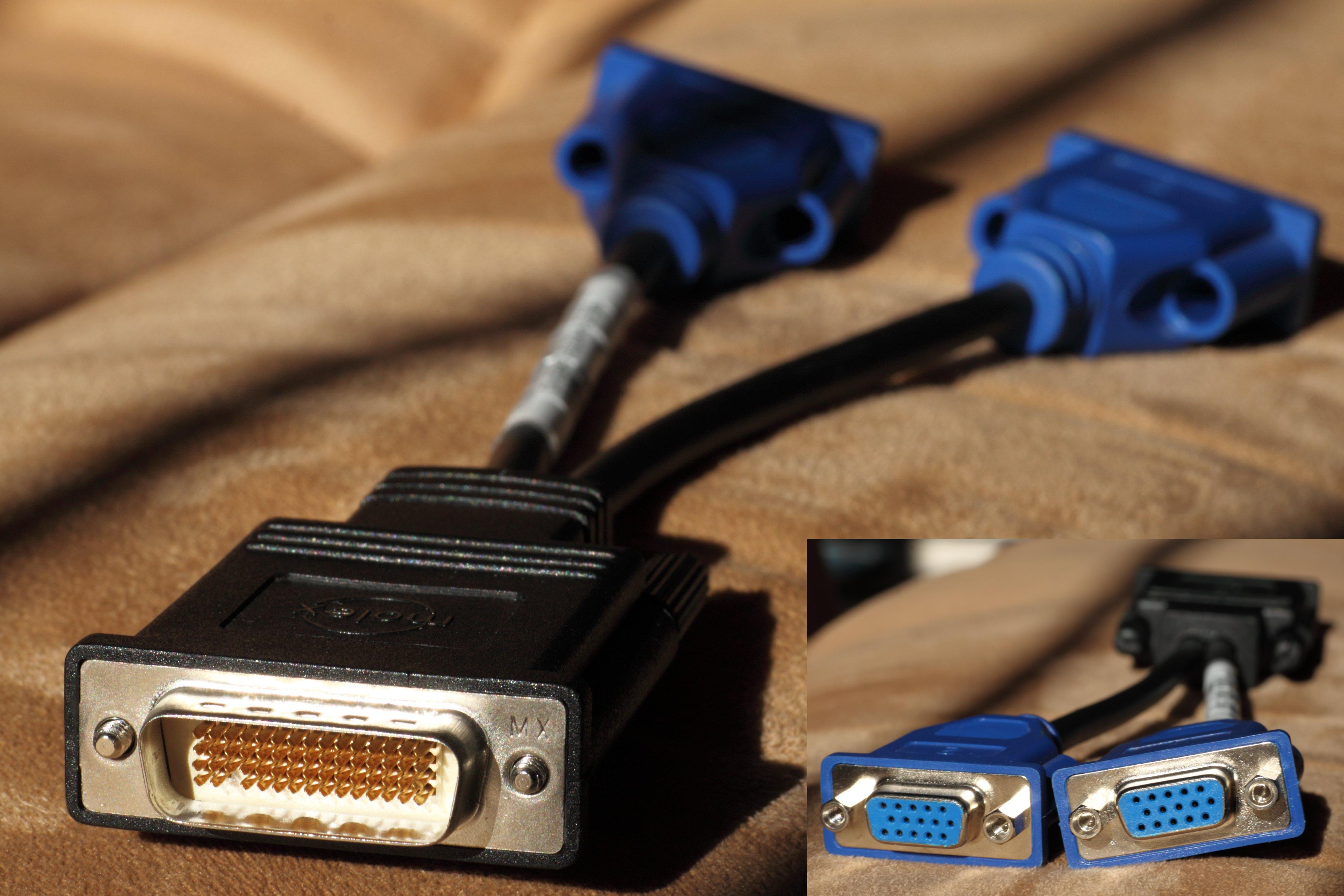
DMS-59 to 듀얼 VGA 어댑터

DMS-59(Dual Monitor Solution, 59 pins)는 일반적으로 컴퓨터 그래픽 카드를 위해 사용된다. 2개의 디지털 비주얼 인터페이스(DVI) 또는 비디오 그래픽스 어레이(VGA)를 하나의 단자로 제공한다. DMS-59(디지털)을 DVI(디지털) 또는 VGA (아날로그)로 변환하려면 어댑터 케이블이 필요하며, 각기 다른 종류의 어댑터 케이블이 존재한다. 단자는 4핀 high / 15핀 wide이고 아래줄에 핀 하나가 없다.
DMS-59의 장점은 하나의 DVI 크기만한 단자를 가지고 2개의 DVI 싱글 링크 디지털 채널이나 2개의 VGA 아날로그 채널 등의 2개의 고해상도 디스플레이를 지원하는 것이다. 이 작은 크기를 통해 절반 높이의 카드가 2개의 고선명 디스플레이를 지원할 수 있게 하며 완전한 높이의 카드(2개의 DMS-59 단자가 있음)는 최대 4개의 고선명 디스플레이를 지원할 수 있게 한다.
DMS-59 단자는 레노버, Thinkcentres, Viglen Genies, Omninos, 델, HP 컴퓨터에 판매되는 AMD (AMD FireMV), 엔비디아, 매트록스의 그래픽카드에 사용된다. DMS-59 단자는 썬 컴퓨터에도 등장하였다. 벤더들이 DMS-59의 카드에 "DVI 지원"으로 표기함으로써 일부 혼동이 있지만 카드에는 DVI 단자가 내장되어 있지 않다. VGA 단자 어댑터 케이블만을 연결하고 있으면 이러한 카드들은 DVI-D 입력 전용 모니터에 연결할 수 없다. 이러한 모니터에는 DMS-59 to DVI 어댑터 케이블이 필요하다.
DMS-59 단자는 더 초기의 그래픽 카드에서 볼 수 있던 LFH-60 몰렉스 로우포스 헬릭스 단자로부터 비롯된 것이다. 이 포트들은 DMS-59와 비슷하지만 60개의 핀이 모두 있는 반면, DMS-59는 하나의 핀(58번째 핀)이 차단되어 있다. 60개 핀이 있는 단자 플러그(예: 몰렉스 88766-7610 DVI-I 스플리터)는 쐐기가 있는 DMS-59 소켓에 적절히 들어가지 않는다.

### 일반
- “DMS-59® Introduction - Molex”. 《www.molex.com》. 2015년 8월 2일에 원본 문서에서 보존된 문서. 2019년 3월 2일에 확인함.
- US, Dell. “Dell Adapter - DMS 59 to VGA : Display Solutions - Dell”. 《accessories.us.dell.com》. 2017년 9월 22일에 원본 문서에서 보존된 문서. 2019년 3월 2일에 확인함.